# 渡辺俊介 (バレーボール)
渡辺 俊介（わたなべ しゅんすけ、1988年4月11日 - ）は、日本の男子バレーボール選手である。

## 来歴
北海道江別市出身。幼なじみに無理やり連れていかれたのがきっかけで小学3年生からバレーボールを始める。
埼玉県立深谷高等学校、順天堂大学を経て、2010/11シーズン、V・プレミアリーグ（当時のVリーグ1部リーグ）に所属する東レアローズの内定選手となった。内定選手としてV・プレミアリーグの試合に出場し、Vリーグデビューを果たした。
2011年、大学卒業後に、東レアローズに入団した。
2015年より2シーズン、東レの主将を務めた。
2016年、日本代表に選出され、ワールドリーグに出場した。
2019年、東レアローズを退団することになり、海外移籍を決断。ドイツのハイテック・バレーズ・エルトマンに移籍した。
2020年の2020/21シーズン途中に、地元のチームでV2男子に所属するヴォレアス北海道に入団した。チームの目標であるV1昇格に向けて意気込んだが、V1昇格に届かず、2022年にヴォレアスを退団した。
ヴォレアス退団後はプレーの場を再び海外に求め、ルーマニアのCSディナモ・ブカレストに移籍した。
2023年、4シーズンぶりに東レアローズに復帰した。2023年10月28日、V1男子のパナソニックパンサーズ戦でVリーグ通算230試合出場となり、「Vリーグ栄誉賞」の表彰基準に到達した。
2024年3月、第72回黒鷲旗を最後に東レを退団することが発表された。7月にウルフドッグス名古屋入団が発表された。

## 球歴
- 日本代表（2016年）
  - ワールドリーグ - 2016年

## 所属チーム
- 埼玉県立深谷高等学校（2004-2007年）
- 順天堂大学（2007-2011年）
- 東レアローズ（2011-2019年）
- ハイテック・バレーズ・エルトマン (de) （2019-2020年）
- ヴォレアス北海道（2020-2022年）
- CSディナモ・ブカレスト (ro) （2022-2023年）
- 東レアローズ（2023-2024年）
- ウルフドッグス名古屋（2024年-）